# Mihails Miholaps
Mihails Miholaps (Kalinyingrád, 1974. augusztus 24. –) lett válogatott  labdarúgó, jelenleg a Skonto Riga segédedzője.
A lett válogatott tagjaként részt vett a 2004-es Európa-bajnokságon.

## Sikerei, díjai
Skonto Riga
- Lett bajnok (8): 1997, 1998, 1999, 2000, 2001, 2002, 2003, 2004
- Lett kupagyőztes (5): 1997, 1998, 2000, 2001, 2002

Egyéni
- A lett bajnokság gólkirálya (4): 1996 (33 góllal), 2001 (23 góllal), 2002 (23 góllal), 2006 (15 góllal)